# Prosopistoma trispinum
Prosopistoma trispinum is een haft uit de familie Prosopistomatidae. De wetenschappelijke naam van de soort is voor het eerst geldig gepubliceerd in 2004 door Zhou & Zheng.
De soort komt voor in het Oriëntaals gebied.